# Pfarrkirche Klein-Pöchlarn

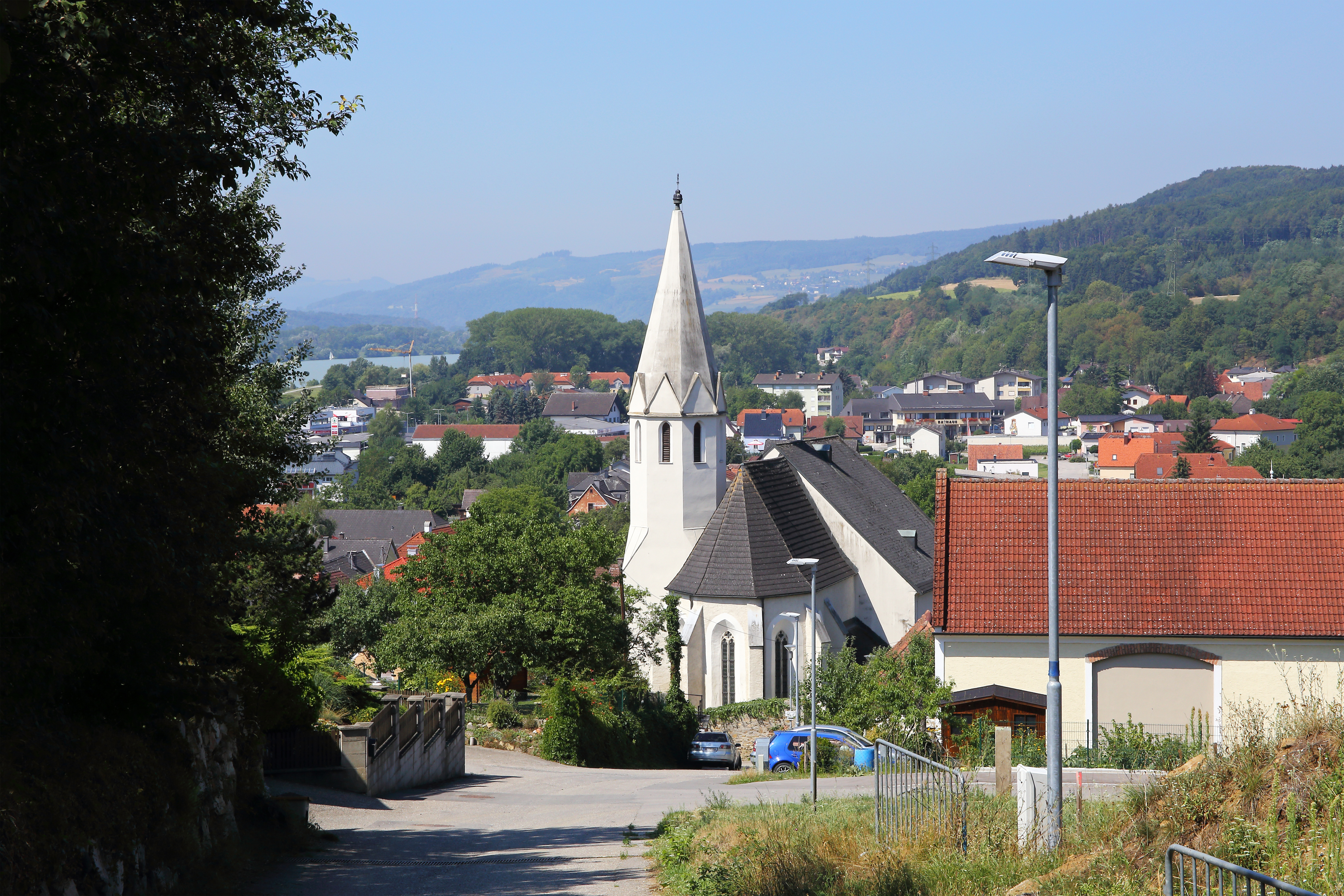
Katholische Pfarrkirche hl. Othmar in Klein-Pöchlarn an der Donau

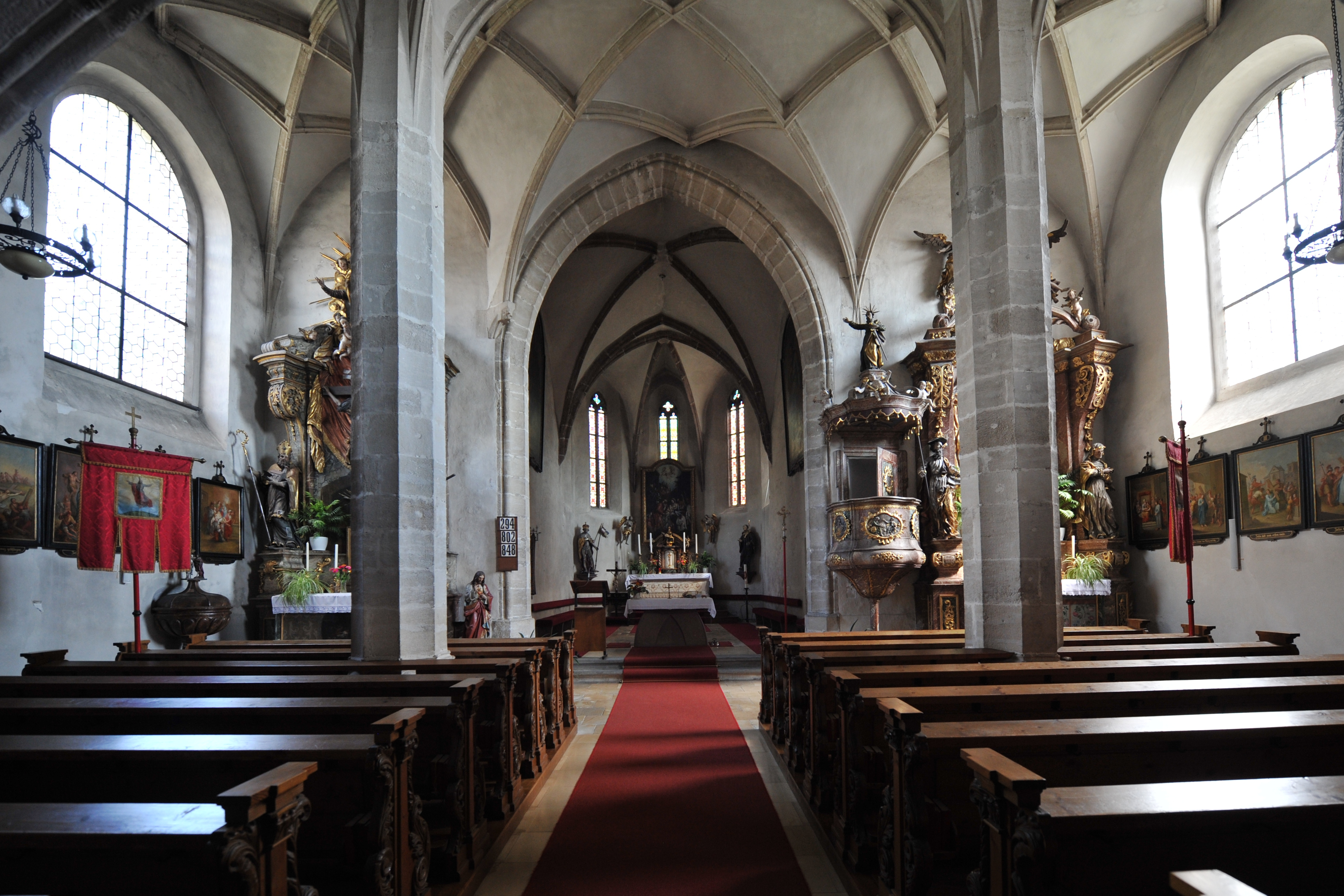
Im Langhaus zum Chor

Die Pfarrkirche Klein-Pöchlarn steht erhöht im Nordosten des Marktes in der Marktgemeinde Klein-Pöchlarn im Bezirk Melk in Niederösterreich. Die dem heiligen Othmar von St. Gallen geweihte römisch-katholische Pfarrkirche gehört zum Dekanat Maria Taferl in der Diözese St. Pölten. Die Kirche und der Friedhof stehen unter Denkmalschutz (Listeneintrag).

## Geschichte
Urkundlich 1391 eine Filiale von Pöchlarn, 1429 und urkundlich 1644 Vikariat, 1792 urkundlich Pfarre. Bis in Ende des 18. Jahrhunderts von einem Friedhof umgeben.
Der gotische Chor und der Turm sind aus dem 14. Jahrhundert. Die gotische Hallenkirche wurde spätgotisch 1517 vollendet unter teilweiser Verwendung der Mauern aus dem 14. und 15. Jahrhundert, die Planänderung erfolgte wohl in Zusammenhang mit dem kaiserlichen Bauverwalter Hans Geyer von Osterburg, Pfleger der Herrschaft Pöchlarn (1499–1524). 1893 war eine Renovierung, 1968 eine Restaurierung.

## Architektur
Kirchenäußeres
Das Langhaus mit einem umlaufenden Sockel zeigt im Norden und Süden barocke Rundbogenfenster aus 1709 und 1716 und teils vermauerte gotische Spitzbogenfenster und Strebepfeiler mit Wasserschlägen nordseitig an der West- und Ostecke des Langhauses übereck gestellt. Das Nordportal entstand im Ende des 19. Jahrhunderts. Die westliche Giebelfront ist abgewalmt. Der eingezogene niedrigere Chor hat Strebepfeiler und zweibahnige gotische Maßwerkfenster, das südliche Fenster ist aus 1896. Der zweigeschoßige Turm im südlichen Chorwinkel in halber Höhe in ein Achteck übergehend aus dem ersten Viertel des 14. Jahrhunderts trägt einen gemauerten Pyramidenhelm mit einem Giebelkranz und einer bekrönenden Turmknauf aus 1799. Die Sakristei im nördlichen Chorwinkel ist aus 1894. Südlich des Langhauses ist ein Kapellenanbau mit ehemaligen Heiligen Grab aus dem 19. Jahrhundert.
Die Südwand des Langhauses zeigt eine Sonnenuhr und beinhaltet ein spätgotisches Hochrelief Christus am Ölberg mit Resten einer ursprünglichen Polychromierung um 1500/1510. An der Nordwand der Sakristei ist ein Tonrelieftondo Maria mit Kind nach Luca della Robbia aus 1910.
Kircheninneres
Das spätgotische Langhaus ist eine annähernd quadratische dreischiffige dreijochige Halle mit einem bewegten Netzrippengewölbe auf schlanken gekehlten Achtseitpfeilern aus Sockeln mit verstäbten Wülsten. Die spätgotische Westempore mit einer Brüstung in der Breite der Halle ist zum Langhaus in profilierten Spitzbogenarkaden geöffnet, die Empore ist mit einem Netzrippengewölbe unterwölbt, das Gewölbe zeigt Spruchbändern, Steinmetzzeichen und Tartschen an den Rippenansätzen und die Jahresangaben 1512 und 1517. Im zweiten Joch des südlichen Seitenschiffes befindet sich ein gotisches Spitzbogenportal als ehemaliger Kircheneingang mit profilierter verstäbter Rahmung aus dem 15. Jahrhundert.
Der eingezogene Triumphbogen ist gekehlt. Der einjochige Chor aus dem 14. Jahrhundert hat einen Fünfachtelschluss und einen leichten Achsknick, das Kreuzrippengewölbe hat tartschenförmige Schlusssteine um 1400. Das Portal zur Sakristei im Norden und zum tonnengewölbten Turmerdgeschoß im Süden sind aus dem Ende des 19. Jahrhunderts.

## Ausstattung
Der Hochaltar wurde 1968 aus Teilen des ehemaligen barocken Hochaltars aus 1716 zusammengestellt. An der Ostwand ist das barocke Altarbild Epiphanie von Ursus Viktor Stöbler, die Schnitzwerke schuf Gerhard Achsenmacher.
Die Orgel baute Josef Horak 1840. Eine Glocke nennt Johann Christof Flos 1683. Eine Glocke nennt Ferdinand Vötterlechner 1757.